# مرد خوش‌شانس (فیلم)
مرد خوش‌شانس (به هندی: Taqdeerwala) یا مرد خوش‌تقدیر فیلمی محصول سال ۱۹۹۵ و به کارگردانی کی. مورالی موهانا رائو است. در این فیلم بازیگرانی همچون داگوباتی ونکاتش، شاکتی کاپور، راوینا تاندون، قادرخان، آسرانی، انوپم کهیر، لاکسیمیکانت برد، ریما لاگو، ساتین کاپو، تیکو تالسانیا و تیسکا چوپرا ایفای نقش کرده‌اند.